# 安迪麦克
《安迪麦克 》 (Andi Mack) 是由Terri Minsky创作的美国家庭喜剧戏剧电视连续剧，于2017年4月7日在迪士尼频道上首映。该系列明星Peyton Elizabeth Lee，Joshua Rush，Sofia Wylie，Asher Angel，Lilan Bowden，Lauren Tom和Trent Garrett。随后，13岁的Andi Mack和她最好的朋友Cyrus Goodman和Buffy Driscoll参加了初中。
“Andi Mack”是所有女孩在美国电视上收视率最高的系列节目，也是所有6-14岁儿童的电视剧。这是迪士尼频道上第一个以同性恋中学男孩[[赛勒斯古德曼]为主角的系列作为其主要人物之一，这一区别引起了媒体的广泛关注，并在新闻中被称为“历史”。该剧集已被提名并因其即将发布的故事情节而获奖，其引入导致收视率激增。

## Plot

### 第1季
在她十三岁生日那天晚上，安迪麦克的世界变得颠倒了，因为她发现她认为是她的姐姐，贝克斯，实际上是她的母亲。安迪加入她的中学飞盘队，以接近乔纳，她和她最好的朋友赛勒斯都在为她开发浪漫情怀，同时还与乔纳的高中女友安伯竞争。安迪向她最好的朋友赛勒斯和巴菲展示了她的家庭启示，并开始拥抱她的母亲贝克斯并与她新发现的父亲鲍伊建立联系。

### 第2季
安迪试图说服她的父母Bex和Bowie相互结婚，但两项提案都没有成功。赛勒斯出现在他最好的朋友，巴菲和安迪身上。 Buffy加入了篮球队，后来她的数学老师要求他指导队长TJ;当TJ由于他的数学成绩而没有资格加入团队时，Cyrus给了他关于他学习障碍的建议，允许他参加比赛。约拿与安伯分手;安迪和乔纳建立了恋爱关系。巴菲似乎走得很远，但后来发现她仍然密切关注着。贝克斯与米兰达竞争鲍伊的感情，而安迪和米兰达的女儿摩根之间发生冲突，最终导致鲍伊批评米兰达导致他不信任他的女儿安迪; Bex和Bowie重新点燃了他们的关系。

### 第3季
Bex和Bowie订婚了。安迪告诉约拿她想与他成为朋友，他同意这一点。 Buffy和Walker约会，这让Andi感到不舒服。

## 演员和人物

### 主要
- Peyton Elizabeth Lee（英语：Peyton Elizabeth Lee）作为Andi Mack Jefferson Middle School的七年级学生和标题人物，本劇主角，在13歲生日那天本來想做點事表達他的叛逆，結果卻意外得知自己一直認為的姐姐其實是她的親生母親這件事。 喜歡jonah 因為jonah而加入飛盤隊，但在第一季結局退出了。 熱愛藝術跟手作的事物，擁有自己的手作空間『andi shack』。
- Joshua Rush（英语：Joshua Rush）作为Cyrus Goodman（英语：Cyrus Goodman） Jefferson Middle School的七年级学生，Andi的最好的朋友，以及[第一个同性恋主角] [ [迪士尼频道]]
- Sofia Wylie 作为 Buffy Driscoll Jefferson Middle School的七年级学生，Andi的最好的朋友，以及Jefferson Middle School篮球队的第一个女孩
- Asher Angel作为Jonah Beck，Jefferson Middle School的八年级学生，Andi的男朋友，以及Jefferson Middle School飞盘队的队长。在第一季是amber的男朋友， 後來在第一季後半部分手，爾後漸漸對andi有不一樣的感覺，但後來也讓bowie發現他有恐慌症的問題，便開始玩吉他，之後與andi在第二季交往。
- Lilan Bowden（英语：Lilan Bowden）作为Rebecca“Bex”Mack，Andi的母亲;以前被安迪认为是她的姐姐
- Lauren Tom（英语：Lauren Tom）饰演Celia Mack Andi的祖母;以前被安迪认为是她的母亲，
- Trent Garrett（英语：Trent Garrett）为Bowie Quinn（经常性，第1-2季;主要，第3季），Andi的父亲;以前不知道安迪;他真实的名字在第3季“[Andi Mack剧集＃ep43 | Cookie Monster]]中被揭示为史蒂文

### 重复
- Stoney Westmoreland饰演Henry“Ham”Mack Andi的祖父;以前被安迪认为是她的父亲
- Emily Skinner饰演Amber，九年级高中生和Jonah的前女友
- Chelsea T. Zhang饰演布列塔尼，是Bex及其雇主的密友
- Garren Stitt饰演Marty（第1-2季），Jefferson Middle School的学生和Jefferson Middle School田径队成员
- Luke Mullen饰演TJ（第2季至今），Jefferson Middle School的八年级学生和Jefferson Middle School篮球队队长
- Darius Marcell饰演Walker（第2季至今），一位年轻的艺术家，第一次在Cyrus酒吧mitzvah遇见Andi作为雇佣的漫画艺术家

## 外部連結
- 官方网站